# Krjukovo
Il quartiere Krjukovo (in russo Район Крюково?) è un quartiere di Mosca sito nel Distretto di Zelenograd.
Prende il nome dall'abitato omonimo, menzionato per la prima volta nelle cronache del XVI secolo, che è stato incluso nel territorio di Zelenograd nel 1970 e nel 1987. La parte inclusa nel 1970 è quella a nord della ferrovia, e corrisponde all'odierno quartiere di Staroe Krjukovo.
È all'altezza di Krjukovo, a 41 chilometri dal centro di Mosca, che giunsero a spingersi le forze armate tedesche durante la seconda guerra mondiale prima di essere respinte.